# Bobrovník (okres Liptovský Mikuláš)
Bobrovník (maďarsky Bobrovnik) je obec na Slovensku v okrese Liptovský Mikuláš. V roce 2016 zde žilo 130 obyvatel. První písemná zmínka o obci pochází z roku 1273.
Nedaleko od obce se nachází přehrada Liptovská Mara a archeologická lokalita Havránok.